# لومیراکوکسیب
لومیراکوکسیب (انگلیسی: Lumiracoxib) یک داروی ضد التهابی غیراستروئیدی مهارکننده انتخابی COX-2 است.
ساختار آن با دیگر مهارکننده‌های COX-2، مانند سلکوکسیب، متفاوت است: لومیراکوکسیب آنالوگ دیکلوفناک است (یک کلر جایگزین فلوئور می‌شود، اسید فنیل استیک دارای گروه متیل دیگری در موقعیت متا است)، و آن را عضوی از اسید آریلالکانوئیک می‌کند. کلاس NSAIDs؛ نسبت به سایر مهارکننده‌های COX-2 به محل متفاوتی در آنزیم COX-2 متصل می‌شود. این دارو تنها کوکسیب اسیدی است و بالاترین گزینش COX-2 را در میان سایر NSAIDها دارد.
به دلیل پتانسیل آن برای ایجاد نارسایی کبد (گاهی نیاز به پیوند کبد). هرگز برای استفاده در ایالات متحده تأیید نشده‌است و در بسیاری از کشورهای دیگر هم کنار گذاشته شده‌است.